# Tamer Güney
Tamer Güney (ur. 6 stycznia 1936 w Bileciku, zm. 22 sierpnia 2020 w Stambule) – turecki trener piłkarski i piłkarz występujący na pozycji pomocnika.